# Zweibrücken
Dos Puentes o Zweibrücken (pronunciación en alemán: /ˈt͡svaɪ̯ˌbʁʏkn̩/ⓘ; lit. en alemán: Dos Puentes; en francés: Deux-Ponts, en latín: Bipontinum) es una ciudad en Renania-Palatinado, Alemania.

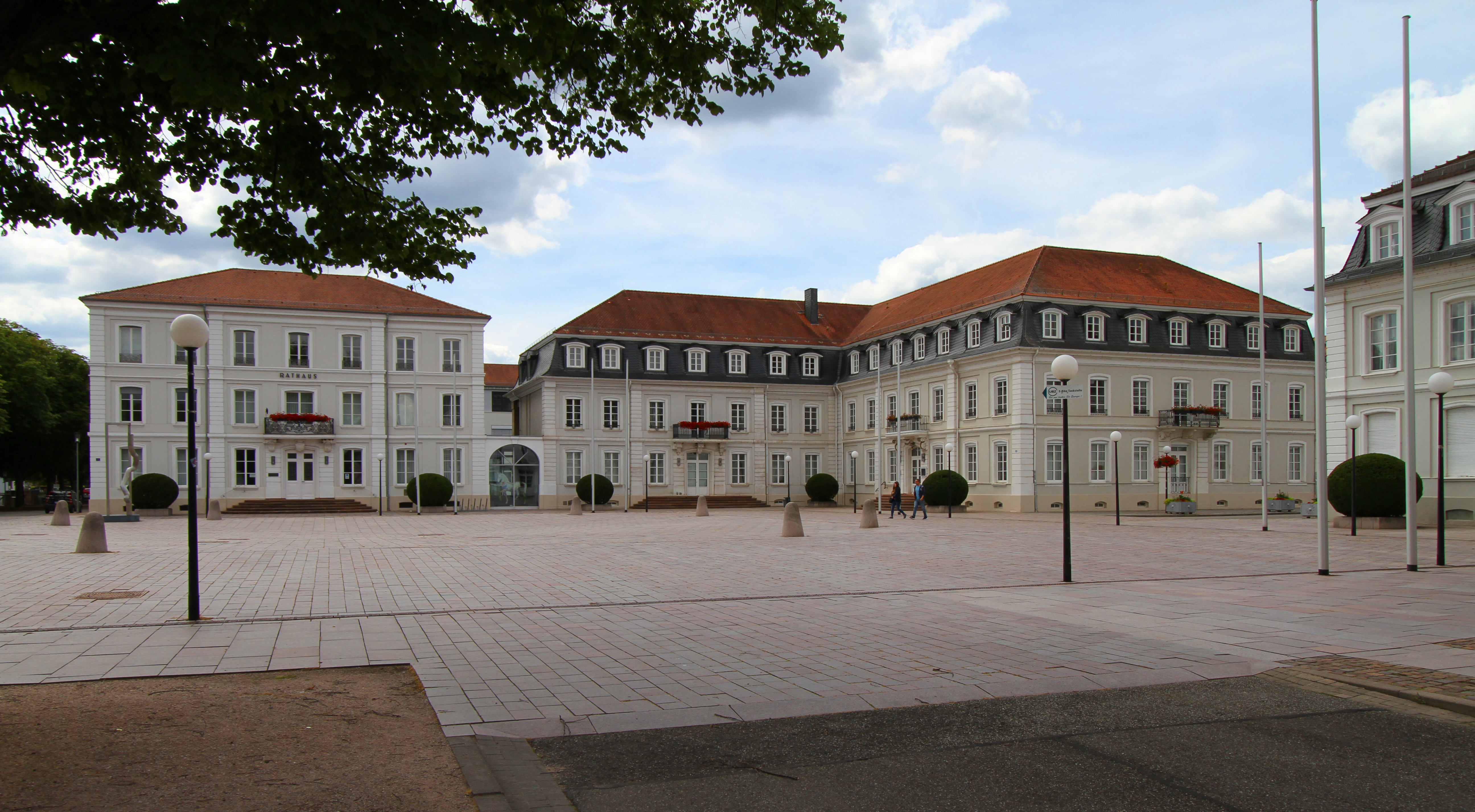
Lugar del Duque

Tiene alrededor de 35.000 habitantes, por lo que es la ciudad autónoma más pequeña del estado.
La ciudad cuenta con un pequeño aeropuerto, y uno de los mayores jardines de rosas de la Unión Europea.

## Historia
Zweibrücken aparece por primera vez documentado en 1170. El condado de Zweibrücken se creó en 1182 por escisión del condado de Sarrebruck, vasallo del obispo de Metz.
Entre 1295 y 1333, una sucesión separa el condado de Zweibrücken en dos entidades autónomas: el Condado de Zweibrücken-Bitche y los condes del Palatinado renano heredarán la otra en 1394, formando el ducado de Palatinado-Zweibrücken.
Fue destruida por las tropas imperiales en octubre de 1635 y por las tropas francesas en 1677. Ocupada por Francia entre 1680-1697 y 1792-1814. En 1816 pasó al Reino de Baviera. Durante la Segunda Guerra Mundial, fue duramente bombardeada el 14 de marzo de 1945, siendo ocupada por las tropas aliadas seis días después.

## Geografía
Se localiza en la parte sur del estado, cerca de la frontera con el estado de Sarre, y a alrededor de 36 km. en línea recta de la ciudad de Kaiserslautern (55 km por carretera). 
|  |

## Hermanamientos
La ciudad está hermanada con las ciudades de:
- Boulogne-sur-Mer (Francia), desde 1959
- Yorktown (Virginia, Estados Unidos), desde 1978
- Nyakizu (Ruanda), desde 1982
- Barrie (Canadá), desde 1996